# Heronax parnassia
Heronax parnassia är en insektsart som beskrevs av George Willis Kirkaldy 1906. Heronax parnassia ingår i släktet Heronax och familjen Derbidae. Inga underarter finns listade i Catalogue of Life.